# Toggenburger Höhenweg

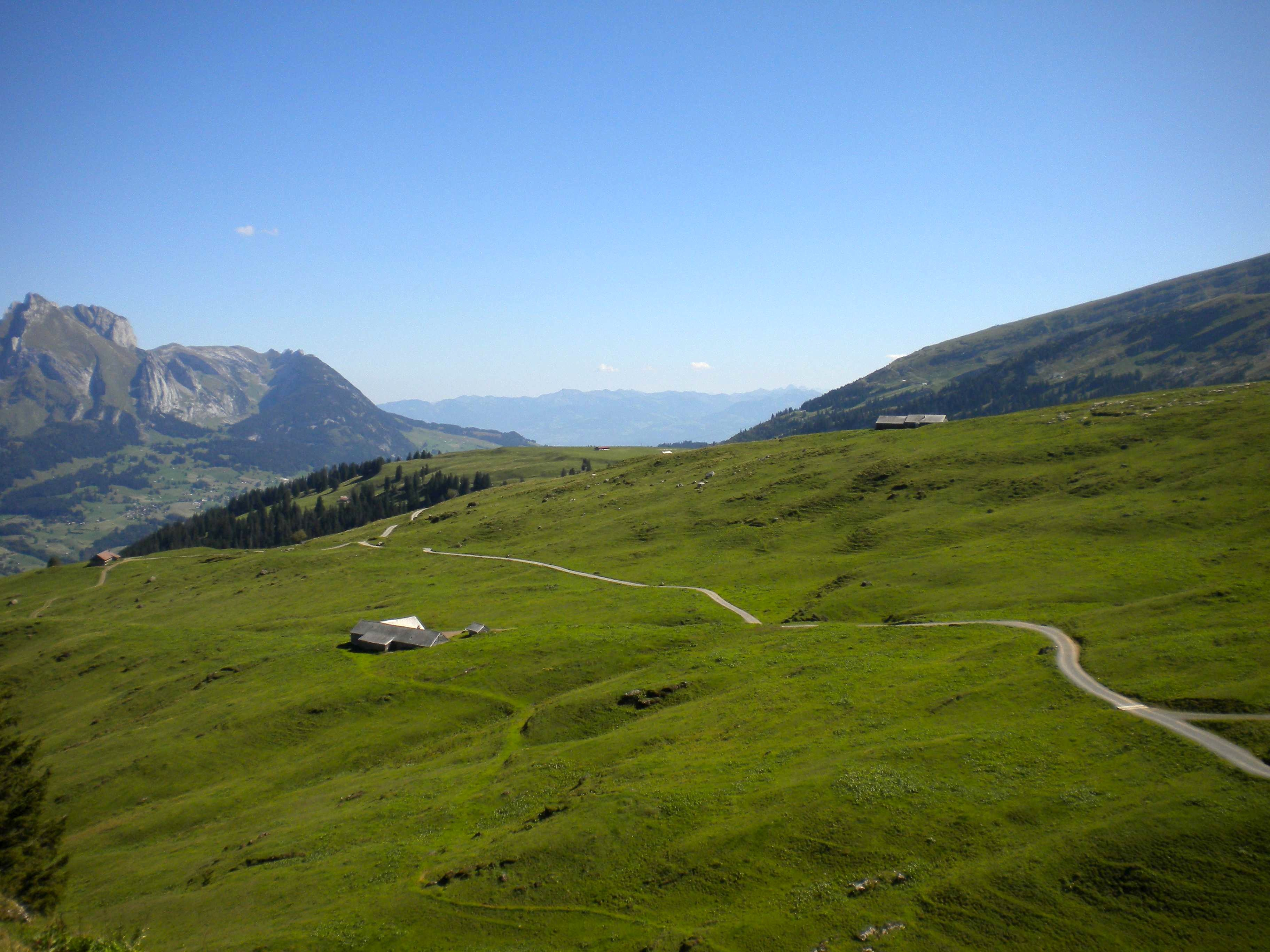
Höhenweg beim Wildenmannlisloch

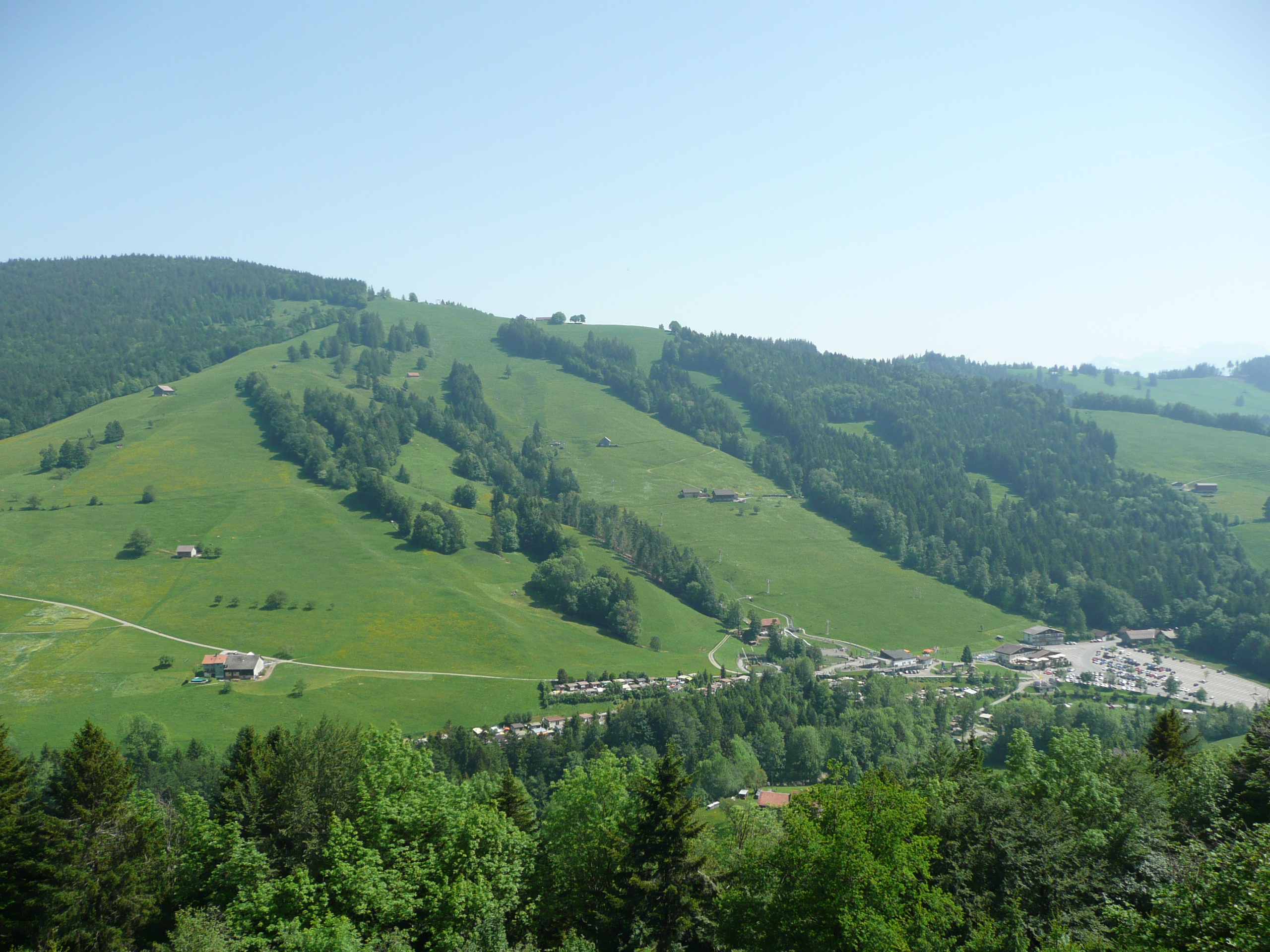
Atzmännig

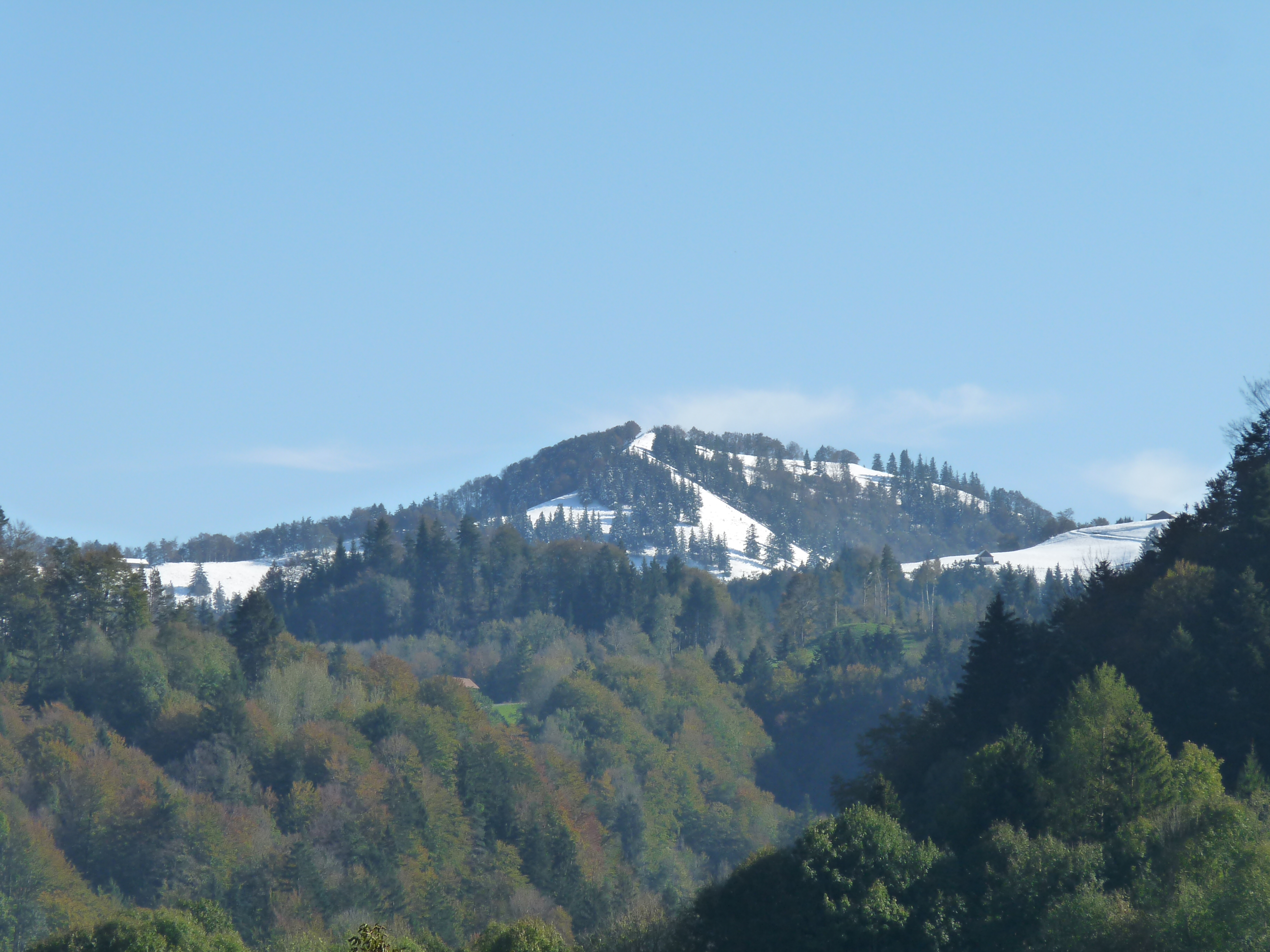
Schnebelhorn

Der Toggenburger Höhenweg ist ein rund 87 Kilometer langer Wanderweg im Kanton St. Gallen, der von Wildhaus nach Wil im Nordosten der Schweiz führt. Der Höhenweg ist mit der Nummer 48 markiert.

## Etappen
Die Wanderroute durch das Toggenburg ist in fünf Tagesetappen zu bewältigen. Für jede Etappe benötigt man etwa sechs bis acht Stunden.

### 1. Etappe: Wildhaus – Amden/Arvenbüel
Der Toggenburger Höhenweg beginnt bei der Talstation der Sesselbahn nach Oberdorf in Wildhaus. Die 21 Kilometer führen den Wanderer über Dunkelboden, den Iltios, die Alp Sellamatt, vorbei am Wildenmannlisloch, die Vordere Selunalp, den Tritt (mit 1770 m der höchstgelegene Punkt des gesamten Wegs) und dem First nach Arvenbüel. Insgesamt sind bei dieser Etappe +/− 966/740 Höhenmeter zu bewältigen.

### 2. Etappe: Amden/Arvenbüel – Tanzboden
Die zweite, 18 Kilometer lange Etappe (+/− 700/530 Höhenmeter) führt von Arvenbüel zur Alp Oberchäseren, der Alp Bütz, dem Naturschutzgebiet Hochebene Elsialp, „Usser Gheist“ zur Alpwirtschaft „Tanzboden“.

### 3. Etappe: Tanzboden – Chrüzegg
16 Kilometer lang führt die dritte Etappe von Tanzboden über die Alp Oberbächen, den Regelstein (1315 m, Aussichtspunkt) und das Dorf Ricken zur 1264 Meter hohen Chrüzegg (oberhalb Atzmännig). Bei dieser Etappe sind +/− 550/1100 Höhenmeter zu bewältigen.

### 4. Etappe: Chrüzegg – Mühlrüti
Die vierte Etappe verläuft von der Chrüzegg über den Schindelberg, das 1292 Meter hohe Schnebelhorn und die Hulftegg nach Mühlrüti. Sie ist mit 11 Kilometern (+/− 520/840 Höhenmeter) die kürzeste der fünf Etappen.

### 5. Etappe: Mühlrüti – Wil
Die letzte Etappe, 19 Kilometer lang, +/− 523/710 Höhenmeter, startet in Mühlrüti und verläuft zur Kapelle „St. Iddaburg“ (Aussichtspunkt), wo Graf Heinrich im 12. Jahrhundert seine Gemahlin Idda des Ehebruchs bezichtigt und in den Abgrund gestossen haben soll. Der Weg führt weiter über Steig, durch Dietschwil, am Giessenfall (Höhe 20 Meter) vorbei nach Wil.

## Unterkünfte
Am gesamten Weg liegt eine Vielzahl von Gasthäusern, bewirtschafteten Hütten und Restaurants. Diese stehen dem Wanderer aber nicht das gesamte Jahr zur Verfügung: während des Winters sind gerade die höher gelegenen Häuser oftmals lange geschlossen.

## Verkehrsanbindung
In fast jedem Ort am Weg lässt sich die Wanderung unterbrechen: Immer wieder führen Bahnen (z. B. Iltiosbahn, Selunbahn usw.) oder Wege ins Tal zur nächsten Bus- oder SBB-Station. Von dort gelangt man bequem zum Startpunkt des Toggenburger Höhenwegs zurück nach Wildhaus.